# Anna Pöpperl
Anna Pöpperl, geborene Bleier (* 28. Juni 1920 in Stöttera; † 25. Oktober 2002) war eine österreichische Politikerin (SPÖ). Pöpperl vertrat die SPÖ von 1960 bis 1977 im Burgenländischen Landtag.

## Leben
Pöpperl wurde als Tochter des Maurers Georg Bleier geboren und besuchte die Volksschule in Stöttera und Kleinfrauenhaid. Zwischen 1934 und 1936 war sie als Hausgehilfin beschäftigt. Danach war Pöpperl bis 1940 als Laborgehilfin tätig und arbeitete in der Hirmer Zuckerfabrik, bis sie zwischen 1940 und 1942 wieder als Hausgehilfin und Verkäuferin arbeitete. 

## Politik
Pöpperl absolvierte drei Lehrgänge an der Volkshochschule Payerbach und arbeitete ab 1946 für die Kinderfreunde. Ab 1956 war sie hauptberufliche Wanderlehrerin der Österreichischen Kinderfreunde und ab 1959 Sekretärin und Landesvorsitzende der Sozialistischen Frauen im Burgenland. Zwischen 1959 und 1977 gehörte sie dem SPÖ-Landesparteivorstand an. 
Pöpperl vertrat die SPÖ zwischen dem 5. Mai 1960 und dem 27. Oktober 1977 im Landtag.